# 6 Gwardyjski Korpus Zmechanizowany
6 Gwardyjski Korpus Zmechanizowany (ros. 6-й гвардейский механизированный корпус) – związek operacyjno-taktyczny Armii Czerwonej z okresu II wojny światowej.
6 Gwardyjski Korpus Zmechanizowany (6 GKZmech.) utworzony został rozkazem z 17 czerwca 1943 na bazie 3 Gwardyjskiej Dywizji Piechoty Zmotoryzowanej. Dowódcą 5 GKZmech. został mianowany gen. por. Aleksandr Akimow. 
Szlak bojowy 6 GKZmech. w walce przeciw wojskom III Rzeszy i jej satelitom rozpoczął z rejonu Szabłykino m.in. przez Karaczew, Kijów, Tarnopol, Lwów, Sambor, Rzeszów, Staszów, Koprzywnica, Morawica, Końskie, Piotrków Trybunalski, Krotoszyn, Jasień, Lubsko, Polkowice, i Nossen, a zakończył się w rejonie Rakovník. 
W czasie działań bojowych prowadzonych na ziemiach polskich wchodził w skład 4 Armii Pancernej.

## Dowództwo korpusu
Dowódcy:
- gen. por. Aleksandr Akimow (26.06.1943 - 06.12.1944),
- płk Wasilij Orłow[2] (12.12.1944 - 19.03.1945†),
- płk Wasilij Korecki[8] (22.03.1945 - 30.04.1945),
- płk Siergiej Puszkariow (30.04.1945 - 11.05.1945)[1].

Szefowie sztabu:
- płk Aleksandr Arkusza (26.06.1943 - 00.05.1944),
- płk Wasilij Korecki (13.05.1944 - 19.03.1945),
- ppłk Arwid Rudzit (22.03.1945 - 30.04.1945),
- płk Wasili Korecki (30.04.1945 - 00.06.1945)[1].

## Struktura organizacyjna
Skład w styczniu 1945:
- 16 Gwardyjska Brygada Zmechanizowana, dowódca: płk Wsiewołod Rywż
- 17 Gwardyjska Brygada Zmechanizowana, dowódca: ppłk Leonid Czuriłow
- 49 Gwardyjska Brygada Zmechanizowana, dowódca: płk Piotr Turkin
- 93 Brygada Pancerna, dowódca: płk Aleksiej Diemientiew.